# Neuseeländische Gebärdensprache
Die neuseeländische Gebärdensprache (englisch New Zealand Sign Language), üblicherweise mit NZSL abgekürzt, ist die natürliche Sprache der meisten Gehörlosen in Neuseeland und hat ihre Wurzeln in der British Sign Language.
Sie wurde vom Parlament unter Unterstützung aller politischen Parteien außer der ACT als zweite Amtssprache neben Māori am 10. April 2006 anerkannt.
Die NZSL wird seit 1994 in den Gehörlosenschulen Neuseelands verwendet.